# Angry Birds 2
Angry Birds 2 este un joc video din 2015 dezvoltat de Rovio Entertainment ca al doisprezecelea joc din seria Angry Birds și continuarea directă al originalului Angry Birds. Gameplay-ul dispune de o nouă pasăre numită Silver, vrăji în loc de power-up-uri și gameplay-ul are nivele cu  mai multe etape. A fost lansat mai întâi în Canada la 5 martie 2015 ca Angry Birds Under Pigstruction  și a fost lansat pe iOS și Android la nivel mondial la 30 iulie 2015 și și-a schimbat numele în Angry Birds 2.